# 곤다정
곤다정(今田町)은 일본 효고현 다키군에 설치되었던 정이다. 현재의 단바사사야마시의 일부에 해당한다.